# Renswoude

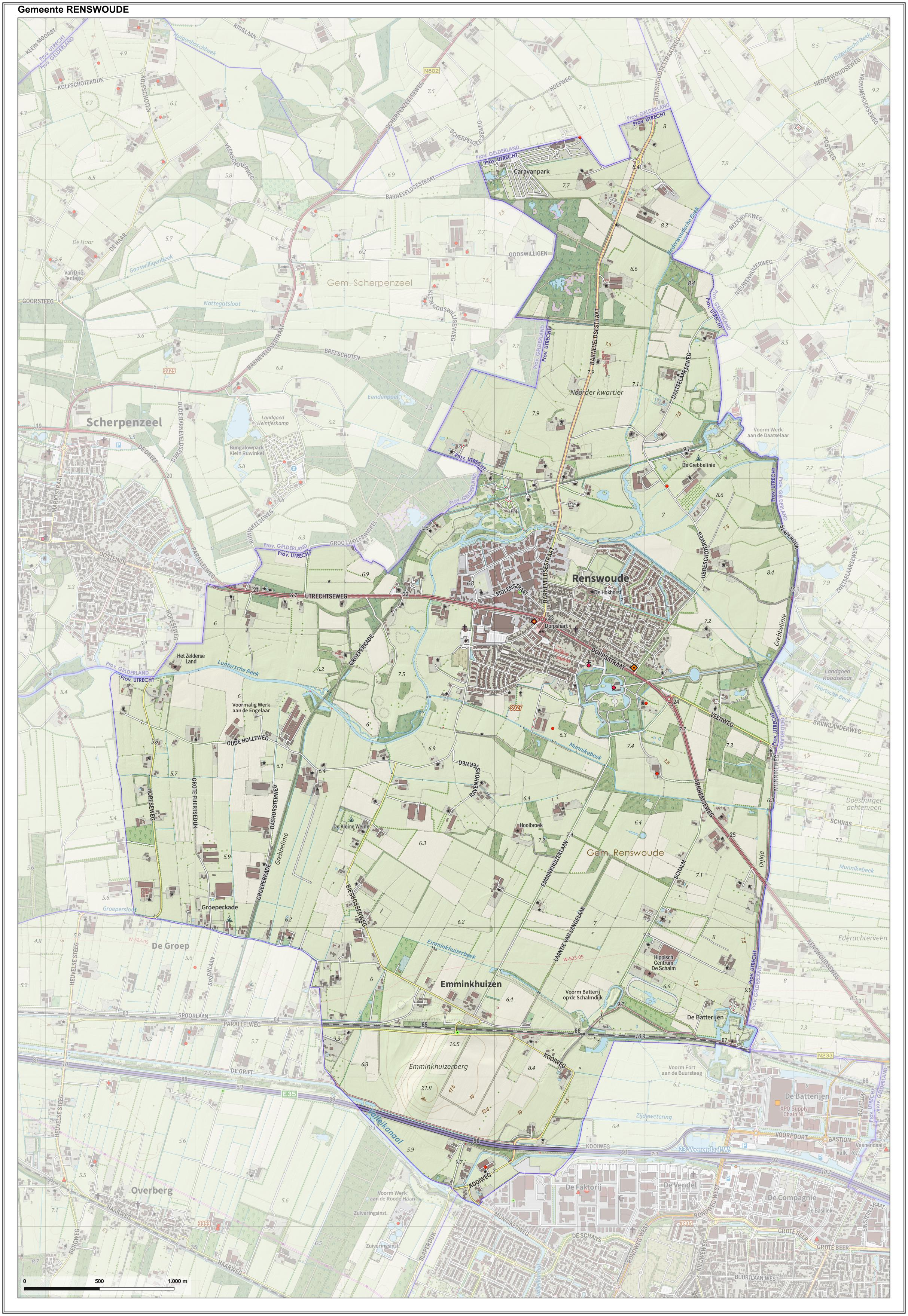
Topografische gemeentekaart van Renswoude, september 2022

Renswoude (uitspraakⓘ; betekenis: Rhenen-s woude, uit de tijd dat dit grondgebied nog bij Rhenen hoorde) is een gemeente en plaats in de Nederlandse provincie Utrecht. De gemeente ligt in de Gelderse Vallei en op het grondgebied ligt de solitaire Emminkhuizerberg. Renswoude werkt met de gemeenten Rhenen, Wageningen, Ede, Barneveld, Nijkerk, Scherpenzeel en Veenendaal samen in het regionaal samenwerkingsverband Regio Foodvalley.

## Geschiedenis

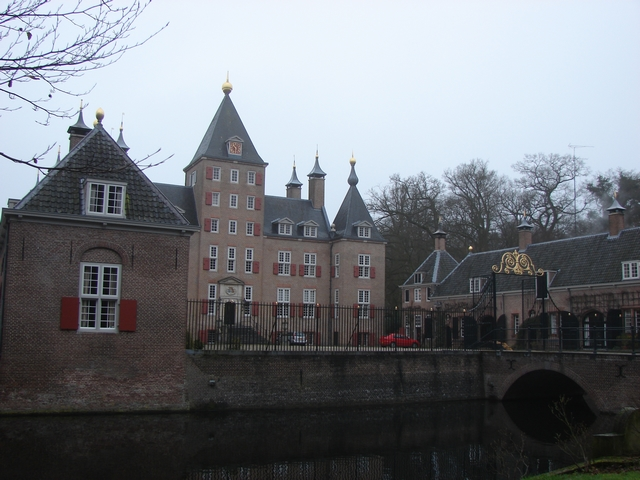
Het kasteel Renswoude

Al in 855 werd Renswoude als silva Hrenhem (het Rhenense woud) genoemd in een oorkonde. De nederzetting Renswoude is echter veel minder oud. Die ontstond eigenlijk pas rond 1400. Renswoude bestond toen uit een versterkt huis, de Borgwal genaamd, en een aantal verspreid liggende boerderijen. In 1638 stichtte Johan van Reede een dorp bij de voormalige Borgwal. Dit bestond uit de huidige Dorpsstraat, met hierlangs wat lintbebouwing. Hiernaast ontstonden er nog twee achterwegen, de huidige Molenstraat en de Kerkstraat. Ook liet Van Reede het kasteel Renswoude (1654) en de koepelkerk (1639, naar een ontwerp van Jacob van Campen) bouwen.

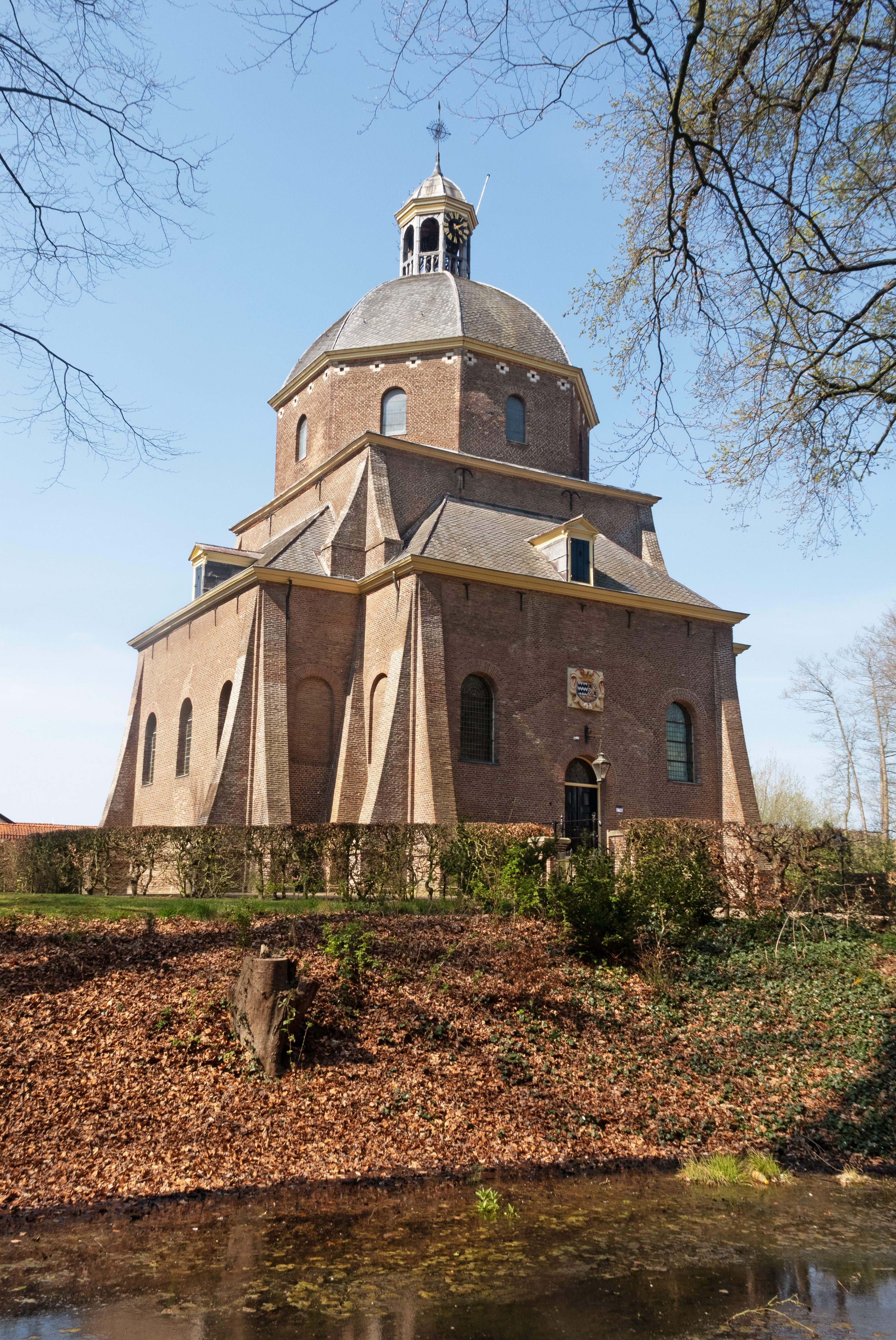
Kerk van Renswoude

In 1674 werd Renswoude een zogenaamde "Hooge en vrije heerlijkheid," een gebied met een eigen onafhankelijke rechtspraak. Uit deze heerlijkheid werd in 1795 de gemeente Renswoude gevormd. Pas in 1818 werden de grenzen van de gemeente officieel juridisch vastgesteld. Het was echter al eeuwen duidelijk hoe de grenzen liepen.
Plannen voor grenswijzigingen en gemeentelijke herindelingen hebben een prominente rol gespeeld in de geschiedenis van de gemeente Renswoude. Een belangrijke grenswijziging vond plaats op 1 januari 1960. Toen verloor Renswoude grote stukken van haar grondgebied aan Veenendaal en Scherpenzeel. Het ging hier onder andere om de Emminkhuizervenen. Dit gebied besloeg ongeveer 150 hectare.

## Geografie

### Aangrenzende gemeenten
| Aangrenzende gemeenten | Aangrenzende gemeenten | Aangrenzende gemeenten | Aangrenzende gemeenten | Aangrenzende gemeenten |
| ---------------------- | ---------------------- | ---------------------- | ---------------------- | ---------------------- |
| Scherpenzeel (Gld)     |                        | Barneveld (Gld)        |                        |                        |
|                        |                        |                        |                        |                        |
| Woudenberg             | Ede (Gld)              |                        |                        |                        |
|                        |                        |                        |                        |                        |
| Utrechtse Heuvelrug    |                        | Veenendaal             |                        |                        |

## Demografie
De gemeente telt 5.753 inwoners (22 november 2024, bron: CBS) en heeft een oppervlakte van 18,52 km². Binnen de gemeentegrenzen liggen geen andere kernen.
Renswoude is met dit inwoneraantal de kleinste gemeente in de provincie Utrecht, en bovendien ook een van de kleinste gemeenten in Nederland. De bevolking is de afgelopen tien jaar met ruim 8% gegroeid. In deze zelfde periode trad er in de hele provincie een groei op van eveneens ruim 8%; Renswoude kent dus een gemiddeld groeipercentage. Deze groei is niet bepaald geleidelijk gegaan; tot en met 1995 lag de bevolkingsomvang rond de 3.700 en daarna werd plots de sprong gemaakt richting de 4.000 inwoners. Dit had vooral te maken met de realisatie van de nieuwe wijk Spikhorst, in 1995.

## Zelfstandigheid
Renswoude is vooralsnog de kleinste zelfstandige gemeente in de provincie Utrecht en qua inwoneraantal zelfs een van de kleinste gemeentes van het Nederlandse vasteland. Al jaren waren er plannen voor een samenvoeging met Woudenberg en Scherpenzeel. Deze gemeenten waren voorstander, het college en de gemeenteraad van Renswoude echter niet. Op 26 september 2007 was er een referendum met als onderwerp de zelfstandigheid van Renswoude. Met een percentage van 83,7 was de opkomst hoog. 98,4% van de kiezers stemde voor zelfstandigheid, 1,6% tegen. De maatschappelijke weerstand tegen een gedwongen fusie met Woudenberg en Scherpenzeel bleek ook uit een fakkeloptocht in 2008 bij de hoorzitting van de provincies Utrecht en Gelderland, waarbij 1.500 van de 4.600 inwoners hun ongenoegen uitten tegen de fusie. Dit terwijl in de gemeenten Scherpenzeel en Woudenberg slechts enkele burgers kwamen opdagen bij soortgelijke hoorzittingen.
Renswoude blijft voorstander van zelfstandigheid. Renswoude is een van de gemeenten in Nederland die nog een eigen woningbedrijf heeft.
De gemeente Renswoude ziet op de lange termijn, in het eventuele geval dat taken niet meer zelfstandig uitgevoerd kunnen worden, meer heil in een vrijwillige samenwerking met Veenendaal (ca. 70.000 inwoners) dan in een gedwongen fusie met de 2 buurgemeenten Woudenberg en Scherpenzeel (samen ca. 23.500 inwoners). In verband hiermee is er dan ook een samenwerkingsovereenkomst tussen Renswoude en Veenendaal getekend. Op 9 maart 2010 heeft de Tweede Kamer het wetsvoorstel tot herindeling van Renswoude, Woudenberg en Scherpenzeel controversieel verklaard. Uiteindelijk heeft de minister van Binnenlandse Zaken bij brief van 5 juli 2011 laten weten het fusie wetsvoorstel in te trekken. Hiermee is een herindeling (op korte termijn althans) definitief van de baan.

## Voorzieningen
In Renswoude zijn 3 kerken, 1 supermarkt en enkele andere winkels. Ook zijn er 2 tankstations, een badmintonvereniging, een voetbalvereniging, een sportschool, een volleybalvereniging, een gymnastiekvereniging, een muziekvereniging, een Oranjevereniging en een tennisvereniging. Het dorp geniet enige bekendheid omdat het tijdens verkiezingsavonden als een van de eerste gemeenten de uitslag bekendmaakt, in competitie met onder andere Schiermonnikoog en Rozendaal.
De lokale radiozenders Valleiradio.nl en Midland FM zijn gericht op Renswoude, Scherpenzeel, Woudenberg en Veenendaal. de lokale tv-omroep Dorp en streek tv, is gericht op Maarn, Maarsbergen, Renswoude, Scherpenzeel, Woudenberg, Rhenen en Elst.
Renswoude heeft twee scholen, beide protestants-christelijke basisscholen en onderdeel van de scholengemeenschap VPCO De Viermaster.

## Monumenten
Een deel van Renswoude is een beschermd dorpsgezicht. Verder zijn er verschillende rijksmonumenten, gemeentelijke monumenten, en oorlogsmonumenten.

## Bekende inwoners
- Sander Lagerweij (1898-1945), landbouwer en verzetsstrijder
- Dirk van der Voort (1901-1971), verzetsstrijder
- Jan Hendrik Waszink (1908-1990), latinist en hoogleraar
- Roel Robbertsen (1948), burgemeester en commissaris van de Koningin
- Cees Mudde (1959), kunstschilder en illustrator
- Henk-Jan Held (1967), volleyballer

## Politiek

### Gemeenteraad
| Gemeenteraadszetels                    | Gemeenteraadszetels | Gemeenteraadszetels | Gemeenteraadszetels | Gemeenteraadszetels | Gemeenteraadszetels | Gemeenteraadszetels |
| Partij                                 | 2002                | 2006                | 2010                | 2014                | 2018                | 2022                |
| -------------------------------------- | ------------------- | ------------------- | ------------------- | ------------------- | ------------------- | ------------------- |
| Dorpsbelang Renswoude (voorheen Visie) | 2                   | 1                   | 1                   | 2                   | 2                   | 3                   |
| SGP                                    | 2                   | 3                   | 3                   | 3                   | 2                   | 3                   |
| VVD                                    | 3                   | 3                   | 3                   | 2                   | 2                   | 2                   |
| ChristenUnie                           | -                   | -                   | -                   | 1                   | 4                   | 2                   |
| CDA                                    | 4                   | 4                   | 4                   | 3                   | 1                   | 1                   |
| Totaal                                 | 11                  | 11                  | 11                  | 11                  | 11                  | 11                  |
| Opkomst                                |                     |                     | 62,18%              |                     |                     |                     |

Dorp: Renswoude       Buurtschappen: Emminkhuizen · De Groep (deels)

Utrecht · Plaatsen in de provincie      Nederland · Provincies · Gemeenten
Amersfoort · Baarn · De Bilt · Bunnik · Bunschoten · Eemnes · Houten · IJsselstein · Leusden · Lopik · Montfoort · Nieuwegein · Oudewater · Renswoude · Rhenen · De Ronde Venen · Soest · Stichtse Vecht · Utrecht · Utrechtse Heuvelrug · Veenendaal · Vijfheerenlanden · Wijk bij Duurstede · Woerden · Woudenberg · Zeist

Steden en dorpen · Voormalige gemeenten · Nederland: Provincies · Gemeenten